# Norica Nicolai
Norica Nicolai (n. 27 ianuarie 1958, Sinaia, regiunea Ploiești, România) este o politiciană română, membră a Parlamentului European între 2009–2019 din partea PNL. Norica Nicolai a deținut funcția de vicepreședinte al Subcomisiei pentru Securitate și Apărare (SEDE), a fost membră a Comisiei pentru afaceri externe (AFET), a Comisiei pentru drepturile femeii și egalitatea de gen (FEMM), precum și a Delegației la Comisia parlamentară de cooperare UE-Rusia. La alegerile europarlamentare din 2014 a obținut un nou mandat, fiind cap de listă. A fost vicepreședinte al Grupului ALDE.

## Formarea profesională
A urmat între anii 1979-1983 cursurile Facultății de Drept din cadrul Universității din București, după ce a studiat la liceul "George Enescu" din Sinaia. În perioada 1983-1991, Norica Nicolai a fost procuror la Procuratura Oltenița. În această calitate ar fi săvârșit unele abateri profesionale în urma cărora a părăsit în cele din urmă magistratura. Între 1991-1993 a îndeplinit funcția de consilier juridic al societății Agrotransport Călărași. Între 1991-1997 a fost avocat în baroul Călărași, profesând în același timp și în mediul academic ca profesor asociat în drept penal și criminologie la Universitatea București, profesor asociat în drept penal la Universitatea Ecologică București, profesor asociat în drept penal comparat la Academia Română de Management.

## Cariera politică
În 1996 s-a înscris în PNȚCD. Între 1997-2000 a fost secretar de stat la Ministerul Muncii și Protecției Sociale, în Guvernul Ciorbea. În august 2000 a fost exclusă din PNȚCD, alături de Alexandru Ciocâlteu și Sorin Dimitriu. Cei trei semnaseră o scrisoare prin care au anunțat că sprijină candidatura lui Theodor Stolojan pentru funcția de președinte al României. Pe 11 august 2000 a aderat la PNL. La alegerile parlamentare din 26 noiembrie 2000 a fost aleasă senator de Cluj din partea PNL. Plasarea ei pe lista electorală a județului Cluj a produs tensiuni în filiala județeană a PNL. În cadrul activității sale parlamentare, Norica Nicolai a fost membru în grupurile parlamentare de prietenie cu Marele Ducat de Luxemburg și Republica Federativă a Braziliei. Norica Nicolai a înregistrat 233 luări de cuvânt în 113 ședințe parlamentare. În legislatura 2000-2004, Norica Nicolai a fost membru în comisia pentru apărare, ordine publică și siguranță națională, în comisia pentru egalitatea de șanse și în comisia pentru cercetarea abuzurilor, combaterea corupției și petiții (până în sep. 2003).  
În legislatura 2004-2008, Norica Nicolai a fost membru în grupurile parlamentare de prietenie cu Marele Ducat de Luxemburg, Regatul Suediei, Republica Slovenia și Republica Islamică Pakistan. Norica Nicolai a înregistrat 1052 luări de cuvânt în 119 ședințe parlamentare și a inițiat 50 de propuneri legislative din care 14 au fost promulgate legi. Norica Nicolai a fost membru în comisia juridică, de numiri, disciplină, imunități și validări, în comisia specială pentru modificarea și completarea Regulamentului Senatului (din sep. 2005), în comisia pentru apărare, ordine publică și siguranță națională precum și în comisia specială pentru modificarea și completarea Regulamentului Senatului (până în sep. 2005).  
Norica Nicolai a ocupat funcțiile de vicepreședinte al Senatului, președinte al Comisiei Juridice, vicepreședinte al Comisiei de Apărare și a fost membră a Delegației Parlamentului României la Adunarea Parlamentară a NATO.
Pe 26 aprilie 2006 o nepoată a Noricăi Nicolai a fost surprinsă de camerele de luat vederi pe locul din plen al senatoarei, în timp ce se vota în Senatul României o lege aflată pe ordinea de zi. Nepoata senatoarei a votat folosind cartela electronică a mătușii ei. În urma acestui incident a fost constituită o comisie de anchetă la nivelul Senatului, care pe 31 mai 2006 a sancționat-o pe senatoare cu avertisment. Președintele PNL, Călin Popescu-Tăriceanu, a refuzat să o sancționeze pentru această ieșire. Norica Nicolai și-a asumat responsabilitatea pentru că a introdus în plenul Senatului și a lăsat nesupravegheată o persoană neautorizată. Pe 6 iunie 2006 Biroul Permanent al Senatului și-a dat votul final favorabil raportului comisiei.
Pe 17 decembrie 2007 a fost desemnată de Călin Popescu-Tăriceanu pentru funcția de ministru al justiției, desemnare pe care președintele Traian Băsescu a refuzat să o confirme.
În ianuarie 2008, președinția a făcut public motivul pentru care Traian Băsescu a respins candidatura Noricăi Nicolai pentru fotoliul de ministru al justiției: în primul rând, în anul 1987, Nicolai, în calitate de procuror, ar fi băgat după gratii o persoană în absența unui proces, după ce, în prealabil, acuzase de aceleași fapte un nevinovat pe care instanța l-a condamnat și încarcerat. În al doilea, Nicolai ar fi pledat ca avocat într-un proces de înfiere a unui copil, deși statutul de procuror nu îi permitea.

## În Parlamentul European
La alegerile europarlamentare din 2009 și la alegerile europarlamentare din 2014 a obținut un mandat de membru al Parlamentului European, fiind plasată prima pe lista PNL. A candidat și la alegerile europarlamentare din 2019, fiind prima pe lista ALDE. În urma alegerilor, nu a mai obținut un mandat de membru al Parlamentului European, partidul nereușind să treacă pragul electoral necesar accederii în parlament.
A fost raportoare a Parlamentului European pentru Turkmenistan, Filipine, Coreea de Sud, regulile de control ale frontierelor maritime externe de către FRONTEX și a redactat raportul Comisiei FEMM pentru Situația Femeilor în Război . Norica Nicolai este raportoare din umbră pentru grupul liberal pe mai mult de 40 de subiecte, printre care apărarea informatică, securitatea maritimă, antipiraterie, Caucazul de Sud, Asia Centrală, libertatea presei în lume, eliminarea stereotipurilor de gen în UE, drepturile femeilor în țările din Balcani candidate la aderare, aspectele de gen în Cadrul European pentru strategiile naționale de integrare a rromilor, recunoașterea reciprocă a măsurilor de protecție în materie civilă etc.
Norica Nicolai a organizat în cadrul Parlamentului European la Bruxelles numeroase evenimente, conferințe și seminarii referitoare la promovarea culturii românești, apărarea intereselor naționale, a egalității dintre șanse și a securității și apărării. Printre acestea se numără:
- "Dimitrie Cantemir: Homo Europaeus" - eveniment ce a constat în celebrarea marelui cărturar, Dimitrie Cantemir, demonstrând Europei că România are o vocație europeană istorică, revelată prin munca și opera oamenilor săi de litere [11]
- "Justiție întârziată. Justiție negată" - dezbatere ce a reunit magistrați din România și din Italia, pentru a sintetiza reformele în domeniul judiciar din cele două state, dar și fenomenele corupției și crimei organizate [12]
- "Puncte forte și slabe ale sistemelor de sănătate din UE": conferință la care s-a discutat despre situația sistemelor de sănătate din UE cu participarea unor specialiști în domeniu din România, Danemarca, Germania și Franța [13]
- "Sărbătoarea Mărțișorului" în Parlamentul European: o expoziție prin care a fost promovată parlamentarilor europeni tradiția românească a sărbătoririi primăverii [14]

Ca membră a Comisiei pentru afaceri externe (AFET) a inițiat o serie de colaborări între statele membre UE sau NON-UE, prin redeschiderea dialogului dintre Europa și țările de unde România ar putea importa gaze naturale și petrol. În același timp, a susținut alinierea la standardele europene cu privire la drepturile omului și respectarea statului de drept.
Promotoare a principiului egalității de șanse în România și membru în cadrul Comisiei pentru Drepturile Femeii și Egalitatea de Gen (FEMM) a Parlamentului European, Norica Nicolai a influențat multe directive emise de către Comisia Europeană în acest domeniu.
Norica Nicolai a fost coautoarea unei declarații scrise privind situația copiilor suferind de Sindromul Down.

## Viața personală
Norica Nicolai este căsătorită și are o fiică pe nume Delia.